# Josep Masabeu i Tierno
Josep Masabeu i Tierno   (Sabadell, 1952) és un pedagog català que fou regidor de l'Ajuntament de Girona. Ha realitzat diversos estudis de recerca històrica i sobre immigració i cohesió social. Presideix el Braval.

## Biografia
Nascut a Sabadell, per motius laborals del seu pare el 1959 la família es trasllada a Barcelona, on estudia a l'Escola Virtèlia. És doctor en Pedagogia per la Universitat de Barcelona (1988) amb la tesi Alexandre Galí i la Mútua Escolar Blanquerna, que reconstrueix una pàgina clau per entendre la renovació pedagògica a la Catalunya moderna. Va rebre el Premi Centenari d'Alexandre Galí.
Ha orientat la seva activitat professional en el món educatiu, especialment en temes d'organització escolar. Fou professor a l'escola Bell-lloc del Pla de Girona, una tasca que va desenvolupar des del 1974 fins a l'any 2000, quan va retornar a Barcelona. En l'àrea de l'administració local, va ser regidor de l'Ajuntament de Girona de 1983 a 1985 per la llista de Convergència i Unió. Col·laborador habitual de les Aules d'extensió universitària per a la gent gran de Girona. També ha desenvolupat activitats en l'àmbit del lleure de la joventut i en el de la solidaritat, dirigint diversos camps de treball internacionals i d'ajut humanitari a Polònia i Lituània a la dècada dels 90.
Des del 2009 presideix el Braval, una iniciativa de desenvolupament i promoció humana de l'Opus Dei situada al barri El Raval de Barcelona, que a través del voluntariat es proposa promoure la cohesió social, lluitar contra la marginació, prevenir l'exclusió social dels joves i facilitar la incorporació dels immigrants a la societat. El 2013 va rebre el premi Valors a una Trajectòria, concedit per l'Associació Cultural Valors. Una de les seves principals reivindicacions, que apareix especialment al seu llibre La República del Raval, és la seva aposta per a crear espais comuns de convivència per evitar problemes d'integració dels nouvinguts. El 2018 va rebre com a president del Braval el premi de la fundació Novia Salcedo per la tasca a la integració professional dels joves.

## Selecció d'obres
- Masabeu, Josep. Alexandre Galí i la Mútua Escolar Blanquerna.  Barcelona: Associació Blanquerna, 1989. ISBN 84-404-5822-3.
- Masabeu, Josep. Escrivà de Balaguer a Catalunya 1913-1974. Petjades de Sant Josepmaria.  Barcelona: Publicacions de l'Abadia de Montserrat, 2015. ISBN 978-84-9883-785-8. Arxivat 2015-12-23 a Wayback Machine.
- Masabeu, Josep. 20 històries de superació al Raval.  Fundació Raval Solidari, 2017. ISBN 978-84-697-3834-4.
- Masabeu, Josep. Pallerols de Rialb. Història i Personatges.  Barcelona: Fundació Rialb, 2020. ISBN 978-84-09-19209-0.